# Championnats du monde de natation 2015
Navigation
Édition précédente Édition suivante
Les championnats du monde de natation 2015, seizième édition des championnats du monde de natation, ont lieu du 24 juillet au 9 août 2015 à Kazan, en Russie. Le nom officiel de la compétition est « 16th FINA World Championships » en anglais, « Чемпионат мира по водным видам спорта 2015 » en russe, et « 2015 елгы Су спорт төрләре буенча дөнья чемпионаты » en tatar.

## Désignation de la ville hôte
La désignation de la ville hôte pour les championnats du monde de natation 2015 a eu lieu le 15 juillet 2011 lors de la biennale du Congrès général de la FINA à Shanghai, qui était la ville hôte des Championnats cette année-là. Kazan a été préférée aux candidatures de Guadalajara (Mexique), Hong Kong, Canton (Chine) et Montréal (Canada). Les deux dernières villes avaient retiré leur candidature peu avant le vote.

## Organisation
Les dates de début et de fin ont dû être avancées d'une semaine afin de laisser un temps de repos plus important entre ces Championnats du monde et les Jeux panaméricains de Toronto (Canada).

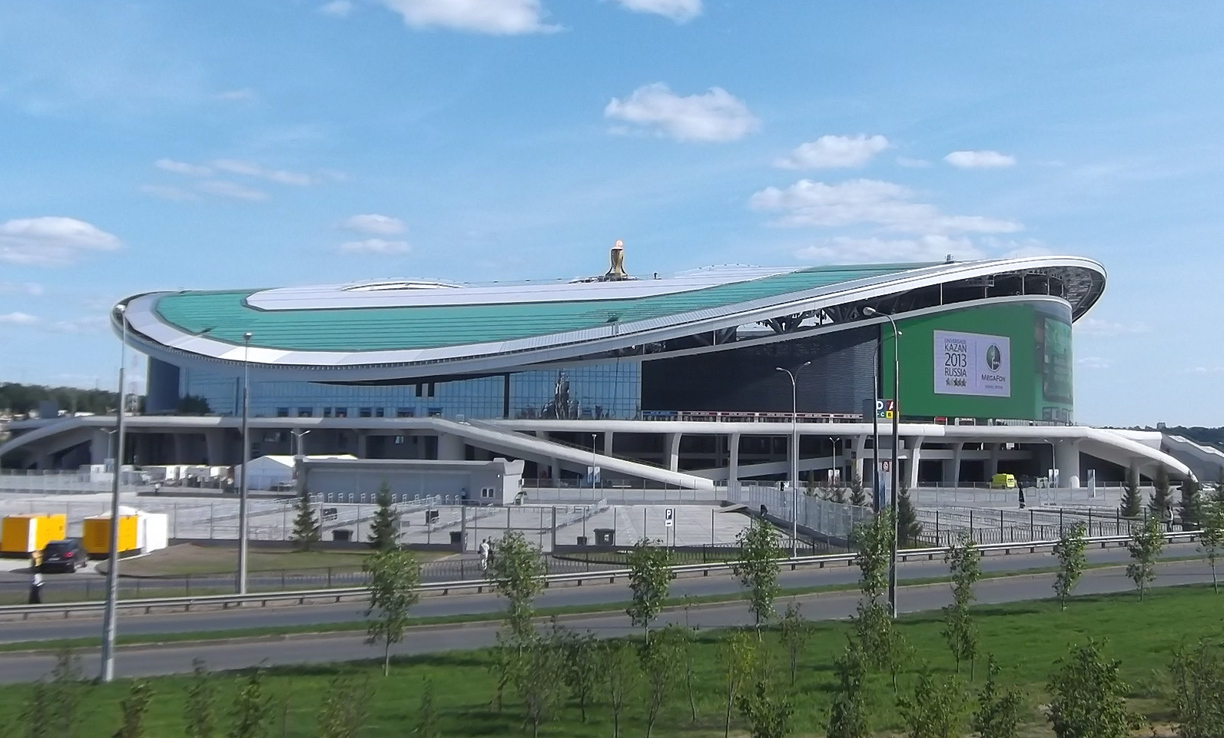
Kazan

### Calendrier
La cérémonie d’ouverture a lieu le vendredi 24 juillet 2015 et celle de clôture le dimanche 9 août.
Les compétitions de natation en eau libre, de natation synchronisée et de plongeon ont lieu les dix premiers jours, entre le samedi 25 juillet et le samedi 1er août (le dimanche 2 août pour le plongeon).
Le tour préliminaire du tournoi féminin de water-polo a lieu du dimanche 26 au samedi 1er août, avec phase éliminatoire du lundi 3 août jusqu'à la finale du vendredi 7 août. Le tour préliminaire du tournoi masculin a lieu du lundi 27 au dimanche 2 août, avec phase éliminatoire du 4 août jusqu'à la finale le samedi 8 août.
Les compétitions de natation sportive ont lieu du dimanche 2 août au dimanche 9 août.
Les épreuves du championnats du monde des maîtres, organisés pour la première fois en parallèle avec les championnats du monde de natation se sont déroulées du 10 au 16 août.
| Juillet/août 2015     | Ven 24 | Sam 25 | Dim 26 | Lun 27 | Mar 28 | Mer 29 | Jeu 30 | Ven 31 | Sam 1 | Dim 2 | Lun 3 | Mar 4 | Mer 5 | Jeu 6 | Ven 7 | Sam 8 | Dim 9 | Médailles d'or |
| --------------------- | ------ | ------ | ------ | ------ | ------ | ------ | ------ | ------ | ----- | ----- | ----- | ----- | ----- | ----- | ----- | ----- | ----- | -------------- |
| Cérémonies            | O      |        |        |        |        |        |        |        |       |       |       |       |       |       |       |       | C     |                |
| Natation sportive     |        |        |        |        |        |        |        |        |       | 4     | 4     | 5     | 5     | 5     | 5     | 6     | 8     | 42             |
| Nage en eau libre     |        | 2      |        | 1      | 1      |        | 1      |        | 2     |       |       |       |       |       |       |       |       | 7              |
| Natation synchronisée |        | 1      | 2      | 1      |        | 1      | 2      | 1      | 1     |       |       |       |       |       |       |       |       | 9              |
| Plongeon              |        | 2      | 1      | 2      | 2      | 1      | 1      | 1      | 1     | 2     |       |       |       |       |       |       |       | 13             |
| Plongeon de haut vol  |        |        |        |        |        |        |        |        |       |       |       | 1     | 1     |       |       |       |       | 2              |
| Water-polo            |        |        |        |        |        |        |        |        |       |       |       |       |       |       | 1     | 1     |       | 2              |
| Finales               |        | 5      | 3      | 4      | 3      | 2      | 4      | 2      | 4     | 6     | 4     | 6     | 6     | 5     | 6     | 7     | 8     | 75             |

| Légende |                       |
|         | Cérémonie d'ouverture |
|         | Cérémonie de clôture  |
|         | Jour de compétition   |
|         | Jour de finale        |

### Nations participantes
Des athlètes de 190 pays participent à cette compétition.
- Afrique du Sud
- Albanie
- Algérie
- Allemagne
- Andorre
- Angola
- Antigua-et-Barbuda
- Argentine
- Arménie
- Aruba
- Australie
- Autriche
- Azerbaïdjan
- Bahamas
- Bahreïn
- Barbade
- Belgique
- Bangladesh
- Bénin
- Bermudes
- Biélorussie
- Birmanie
- Bolivie
- Bosnie-Herzégovine
- Botswana
- Brésil
- Brunei
- Bulgarie
- Burkina Faso
- Burundi
- Cambodge
- Cameroun
- Canada
- Chili
- Chine
- Chypre
- Colombie
- Comores
- Corée du Nord
- Corée du Sud
- Costa Rica
- Côte d'Ivoire
- Croatie
- Cuba
- Curaçao
- Danemark
- Djibouti
- Égypte
- Émirats arabes unis
- Équateur
- Espagne
- Estonie
- États-Unis
- Éthiopie
- Fidji
- Finlande
- France
- Gabon
- Gambie
- Géorgie
- Ghana
- Grèce
- Grenade
- Guam
- Guatemala
- Guinée
- Guyana
- Haïti
- Honduras
- Hong Kong
- Hongrie
- Îles Caïmans
- Îles Cook
- Îles Féroé
- Îles Marshall
- Îles Turques-et-Caïques
- Îles Vierges des États-Unis
- Îles Vierges britanniques
- Inde
- Indonésie
- Irak
- Iran
- Irlande
- Islande
- Israël
- Italie
- Jamaïque
- Japon
- Jordanie
- Kazakhstan
- Kenya
- Kirghizistan
- Kosovo
- Koweït
- Laos
- Lesotho
- Lettonie
- Liban
- Libye
- Liechtenstein
- Lituanie
- Luxembourg
- Macao
- Macédoine du Nord
- Madagascar
- Malawi
- Malaisie
- Maldives
- Mali
- Malte
- Îles Mariannes du Nord
- Maroc
- Maurice
- Mexique
- États fédérés de Micronésie
- Moldavie
- Monaco
- Mongolie
- Monténégro
- Mozambique
- Namibie
- Népal
- Nicaragua
- Niger
- Nigeria
- Norvège
- Nouvelle-Zélande
- Oman
- Ouganda
- Ouzbékistan
- Pakistan
- Palaos
- Palestine
- Panama
- Papouasie-Nouvelle-Guinée
- Paraguay
- Pays-Bas
- Pérou
- Philippines
- Pologne
- Porto Rico
- Portugal
- Qatar
- République centrafricaine
- République dominicaine
- République du Congo
- Tchéquie
- Roumanie
- Royaume-Uni
- Russie
- Rwanda
- Saint-Christophe-et-Niévès
- Saint-Marin
- Saint-Vincent-et-les-Grenadines
- Sainte-Lucie
- Salvador
- Samoa
- Samoa américaines
- Sénégal
- Serbie
- Seychelles
- Sierra Leone
- Singapour
- Slovaquie
- Slovénie
- Soudan
- Suède
- Suisse
- Suriname
- Swaziland
- Syrie
- Tadjikistan
- Taipei chinois
- Tanzanie
- Thaïlande
- Timor oriental
- Togo
- Tonga
- Trinité-et-Tobago
- Tunisie
- Turkménistan
- Turquie
- Ukraine
- Uruguay
- Venezuela
- Vietnam
- Yémen
- Zambie
- Zimbabwe

Les nageurs du Sri Lanka concourent sous le drapeau de la FINA.

## Podiums

### Natation sportive

#### Hommes
| Épreuves               | Or | Argent | Bronze |
| Nage libre             | Nage libre | Nage libre | Nage libre |
| ---------------------- | --- | --- | --- |
| 50 m                   | Florent Manaudou 21 s 19 | Nathan Adrian 21 s 52 | Bruno Fratus 21 s 55 |
| 100 m                  | Ning Zetao 47 s 84 | Cameron McEvoy 47 s 95 | Federico Grabich 48 s 12 |
| 200 m                  | James Guy 1 min 45 s 14 | Sun Yang 1 min 45 s 20 | Paul Biedermann 1 min 45 s 38 |
| 400 m                  | Sun Yang 3 min 42 s 58 | James Guy 3 min 43 s 75 | Ryan Cochrane 3 min 44 s 59 |
| 800 m                  | Sun Yang 7 min 39 s 96 | Gregorio Paltrinieri 7 min 40 s 81 (RE) | Mack Horton 7 min 44 s 02 |
| 1 500 m                | Gregorio Paltrinieri 14 min 39 s 67 (RE) | Connor Jaeger 14 min 41 s 20 | Ryan Cochrane 14 min 51 s 08 |
| Dos                    | | | |
| 50 m                   | Camille Lacourt 24 s 23 | Matt Grevers 24 s 61 | Ben Treffers 24 s 69 |
| 100 m                  | Mitch Larkin 52 s 40 | Camille Lacourt 52 s 48 | Matt Grevers 52 s 66 |
| 200 m                  | Mitch Larkin 1 min 53 s 58 (ROc) | Radosław Kawęcki 1 min 54 s 55 | Evgeny Rylov 1 min 54 s 60 |
| Brasse                 | | | |
| 50 m                   | Adam Peaty 26 s 51 | Cameron van der Burgh 26 s 66 | Kevin Cordes 26 s 86 |
| 100 m                  | Adam Peaty 58 s 52 | Cameron van der Burgh 58 s 59 | Ross Murdoch 59 s 09 |
| 200 m                  | Marco Koch 2 min 7 s 76 | Kevin Cordes 2 min 8 s 05 | Dániel Gyurta 2 min 8 s 10 |
| Papillon               | | | |
| 50 m                   | Florent Manaudou 22 s 97 | Nicholas Santos 23 s 09 | László Cseh Konrad Czerniak 23 s 15 |
| 100 m                  | Chad le Clos 50 s 56 (RAf) | László Cseh 50 s 87 | Joseph Schooling 50 s 96 (RAs) |
| 200 m                  | László Cseh 1 min 53 s 48 | Chad le Clos 1 min 53 s 68 | Jan Świtkowski 1 min 54 s 10 |
| Quatre nages           | | | |
| 200 m                  | Ryan Lochte 1 min 55 s 81 | Thiago Pereira 1 min 56 s 65 | Wang Shun 1 min 56 s 81 |
| 400 m                  | Daiya Seto 4 min 8 s 50 | Dávid Verrasztó 4 min 9 s 90 | Chase Kalisz 4 min 10 s 05 |
| Relais                 | | | |
| 4 × 100 m nage libre   | France Mehdy Metella (48 s 37) Florent Manaudou (47 s 93) Fabien Gilot (47 s 08) Jérémy Stravius (47 s 36) 3 min 10 s 74 Lorys Bourelly Clément Mignon                         | Russie Andrey Grechin (48 s 60) Nikita Lobintsev (47 s 98) Vladimir Morozov (46 s 95) Aleksandr Sukhorukov (47 s 66) 3 min 11 s 19 Danila Izotov        | Italie Luca Dotto (48 s 75) Marco Orsi (47 s 75) Michele Santucci (48 s 48) Filippo Magnini (47 s 55) 3 min 12 s 53                                                            |
| 4 × 200 m nage libre   | Royaume-Uni Daniel Wallace (1 min 47 s 04) Robert Renwick (1 min 45 s 98 s) Calum Jarvis (1 min 46 s 57) James Guy (1 min 44 s 74) 7 min 4 s 33 Nicholas Grainger Duncan Scott | États-Unis Ryan Lochte (1 min 45 s 71) Conor Dwyer (1 min 45 s 33) Reed Malone (1 min 46 s 92) Michael Weiss (1 min 46 s 79) 7 min 4 s 75 Michael Klueh | Australie Cameron McEvoy (1 min 46 s 46) David McKeon (1 min 47 s 05) Daniel Smith (1 min 46 s 38) Thomas Fraser-Holmes (1 min 45 s 45) 7 min 5 s 34 Grant Hackett Kurt Herzog |
| 4 × 100 m quatre nages | États-Unis Ryan Murphy (53 s 05) Kevin Cordes (58 s 88) Tom Shields (50 s 59) Nathan Adrian (47 s 41) 3 min 29 s 93 Matt Grevers Cody Miller Tim Phillips Ryan Lochte          | Australie Mitch Larkin (52 s 41) Jake Packard (59 s 16) Jayden Hadler (51 s 91) Cameron McEvoy (46 s 60) 3 min 30 s 08 David Morgan Kyle Chalmers       | France Camille Lacourt (52 s 81) Giacomo Perez-Dortona (59 s 88) Mehdy Metella (50 s 39) Fabien Gilot (47 s 42) 3 min 30 s 50                                                  |

#### Femmes
| Épreuves               | Or | Argent | Bronze |
| Nage libre             | Nage libre | Nage libre | Nage libre |
| ---------------------- | --- | --- | --- |
| 50 m                   | Bronte Campbell 24 s 12 | Ranomi Kromowidjojo 24 s 22 | Sarah Sjöström 24 s 31 |
| 100 m                  | Bronte Campbell 52 s 52 | Sarah Sjöström 52 s 70 | Cate Campbell 52 s 82 |
| 200 m                  | Katie Ledecky 1 min 55 s 16 | Federica Pellegrini 1 min 55 s 32 | Missy Franklin 1 min 55 s 49 |
| 400 m                  | Katie Ledecky 3 min 59 s 13 (RC) | Sharon van Rouwendaal 4 min 3 s 02 | Jessica Ashwood 4 min 3 s 34 (ROc) |
| 800 m                  | Katie Ledecky 8 min 7 s 39 (RM) | Lauren Boyle 8 min 17 s 65 (ROc) | Jaz Carlin 8 min 18 s 15 |
| 1 500 m                | Katie Ledecky 15 min 25 s 48 (RM) | Lauren Boyle 15 min 40 s 14 (ROc) | Boglárka Kapás 15 min 47 s 09 |
| Dos                    | | | |
| 50 m                   | Fu Yuanhui 27 s 11 | Etiene Medeiros 27 s 26 (RAm) | Liu Xiang 27 s 58 |
| 100 m                  | Emily Seebohm 58 s 26 | Madison Wilson 58 s 75 | Mie Nielsen 58 s 86 |
| 200 m                  | Emily Seebohm 2 min 5 s 81 (ROc) | Missy Franklin 2 min 6 s 34 | Katinka Hosszú 2 min 6 s 84 |
| Brasse                 | | | |
| 50 m                   | Jennie Johansson 30 s 05 | Alia Atkinson 30 s 11 | Yuliya Efimova 30 s 13 |
| 100 m                  | Yuliya Efimova 1 min 5 s 66 | Rūta Meilutytė 1 min 6 s 36 | Alia Atkinson 1 min 6 s 42 |
| 200 m                  | Kanako Watanabe 2 min 21 s 15 | Micah Lawrence 2 min 22 s 44 | Rikke Møller Pedersen Shi Jinglin Jessica Vall 2 min 22 s 76 |
| Papillon               | | | |
| 50 m                   | Sarah Sjöström 24 s 96 (RC) | Jeanette Ottesen 25 s 34 | Lu Ying 25 s 37 (RAs) |
| 100 m                  | Sarah Sjöström 55 s 64 (RM) | Jeanette Ottesen 57 s 05 | Lu Ying 57 s 48 |
| 200 m                  | Natsumi Hoshi 2 min 5 s 56 | Cammile Adams 2 min 6 s 40 | Zhang Yufei 2 min 6 s 51 |
| Quatre nages           | | | |
| 200 m                  | Katinka Hosszú 2 min 6 s 12 (RM) | Kanako Watanabe 2 min 8 s 45 | Siobhan-Marie O'Connor 2 min 8 s 77 |
| 400 m                  | Katinka Hosszú 4 min 30 s 39 | Madeline Dirado 4 min 31 s 71 | Emily Overholt 4 min 32 s 52 |
| Relais                 | | | |
| 4 × 100 m nage libre   | Australie Emily Seebohm (53 s 92) Emma McKeon (53 s 57) Bronte Campbell (51 s 77) Cate Campbell (52 s 22) 3 min 31 s 48 (RC) Madison Wilson Melanie Wright Bronte Barratt                        | Pays-Bas Ranomi Kromowidjojo (53 s 30) Maud van der Meer (54 s 50) Marrit Steenbergen (53 s 88) Femke Heemskerk (51 s 99) 3 min 33 s 67                  | États-Unis Missy Franklin (53 s 68) Margo Geer (54 s 14) Lia Neal (53 s 70) Simone Manuel (53 s 09) 3 min 34 s 61 Shannon Vreeland Abbey Weitzeil                                       |
| 4 × 200 m nage libre   | États-Unis Missy Franklin (1 min 55 s 95) Leah Smith (1 min 56 s 86) Katie McLaughlin (1 min 56 s 92) Katie Ledecky (1 min 55 s 64) 7 min 45 s 37 Cierra Runge Chelsea Chenault Shannon Vreeland | Italie Alice Mizzau (1 min 57 s 50) Erica Musso (1 min 58 s 66) Chiara Masini Luccetti (1 min 57 s 52) Federica Pellegrini (1 min 54 s 73) 7 min 48 s 41 | Chine Qiu Yuhan (1 min 56 s 88) Guo Junjun (1 min 57 s 55) Zhang Yufei (1 min 58 s 73) Shen Duo (1 min 55 s 94) 7 min 49 s 10 Shao Yiwen Zhang Yuhan                                    |
| 4 × 100 m quatre nages | Chine Fu Yuanhui (59 s 29) Shi Jinglin (1 min 5 s 56) Lu Ying (56 s 56) Shen Duo (53 s 00) 3 min 54 s 41 Chen Xinyi Qiu Yuhan                                                                    | Suède Michelle Coleman (1 min 0 s 74) Jennie Johansson (1 min 5 s 63) Sarah Sjöström (55 s 28) Louise Hansson (53 s 59) 3 min 55 s 24 (RE)               | Australie Emily Seebohm (58 s 81) Taylor McKeown (1 min 7 s 38) Emma McKeon (57 s 59) Bronte Campbell (51 s 78) 3 min 55 s 56 Madison Wilson Lorna Tonks Madeline Groves Melanie Wright |

#### Mixte
| Épreuves               | Or | Argent | Bronze |
| Relais                 | Relais | Relais | Relais |
| ---------------------- | --- | --- | --- |
| 4 × 100 m nage libre   | États-Unis Ryan Lochte (48 s 79) Nathan Adrian (47 s 29) Simone Manuel (53 s 66) Missy Franklin (53 s 31) 3 min 23 s 05 (RM) Conor Dwyer Margo Geer Abbey Weitzeil         | Pays-Bas Sebastiaan Verschuren (48 s 74) Joost Reijns (49 s 09) Ranomi Kromowidjojo (52 s 48) Femke Heemskerk (52 s 79) 3 min 23 s 10 Kyle Stolk Marrit Steenbergen | Canada Santo Condorelli (48 s 19) Yuri Kisil (48 s 25) Chantal Van Landeghem (53 s 60) Sandrine Mainville (53 s 55) 3 min 23 s 59 Karl Krug IV Victoria Poon |
| 4 × 100 m quatre nages | Royaume-Uni Chris Walker-Hebborn (52 s 94) Adam Peaty (57 s 98) Siobhan-Marie O'Connor (57 s 02) Francesca Halsall (53 s 77) 3 min 41 s 71 (RM) Ross Murdoch Rachael Kelly | États-Unis Ryan Murphy (53 s 31) Kevin Cordes (58 s 63) Katie McLaughlin (57 s 56) Margo Geer (53 s 77) 3 min 43 s 27 Kendyl Stewart Lia Neal                       | Allemagne Jan-Philip Glania (53 s 52) Hendrik Feldwehr (59 s 16) Alexandra Wenk (57 s 21) Annika Bruhn (54 s 24) 3 min 44 s 13                               |

#### Légende
RM Record du monde | RAf Record d'Afrique | RAm Record d'Amérique | RAs Record d'Asie | RE Record d'Europe | 
ROc Record d'Océanie | RC Record des championnats | RN Record national

### Nage en eau libre
| Épreuves | Or                                                                        | Argent | Bronze                               |        |        |        |
| Hommes   | Hommes                                                                    | Hommes | Hommes                               | Hommes | Hommes | Hommes |
| -------- | ------------------------------------------------------------------------- | --- | ------------------------------------ | ------ | ------ | ------ |
| 5 km     | Chad Ho 55 min 17 s 6                                                     | Rob Muffels 55 min 17 s 6 | Matteo Furlan 55 min 20 s 0          |        |        |        |
| 10 km    | Jordan Wilimovsky 1 h 49 min 48 s 2                                       | Ferry Weertman 1 h 50 min 0 s 3 | Spyrídon Yianniótis 1 h 50 min 0 s 7 |        |        |        |
| 25 km    | Simone Ruffini 4 h 53 min 10 s 7                                          | Alex Meyer 4h 53 min 15 s 1 | Matteo Furlan 4 h 54 min 38 s 1      |        |        |        |
| Femmes   |                                                                           | |                                      |        |        |        |
| 5 km     | Haley Anderson 58 min 48 s 4                                              | Kalliópi Araoúzou 58 min 49 s 8 | Finnia Wunram 58 min 51 s 0          |        |        |        |
| 10 km    | Aurélie Muller 1 h 58 min 04 s 3                                          | Sharon van Rouwendaal 1 h 58 min 07 s 6 | Ana Marcela Cunha 1 h 58 min 26 s 5  |        |        |        |
| 25 km    | Ana Marcela Cunha 5 h 13 min 47 s 3                                       | Anna Olasz 5 h 14 min 13 s 4 | Angela Maurer 5 h 15 min 07 s 6      |        |        |        |
| Équipe   |                                                                           | |                                      |        |        |        |
| Équipe   | Allemagne Rob Muffels, Christian Reichert et Isabelle Härle 55 min 14 s 4 | Brésil Allan do Carmo, Diogo Villarinho et Ana Marcela Cunha Pays-Bas Marcel Schouten, Ferry Weertman et Sharon van Rouwendaal 55 min 31 s 2 | non attribué                         |        |        |        |

#### Légende
RM Record du monde | RAf Record d'Afrique | RAm Record d'Amérique | RAs Record d'Asie | RE Record d'Europe | ROc Record d'Océanie | RC Record des championnats | RN Record national | disq. Disqualification

#### Records du monde battus
- Records :

Records du monde • Records d'Europe • Records de France

### Natation synchronisée
| Épreuves  | Or | Argent | Bronze |       |       |       |
| Libre     | Libre | Libre | Libre | Libre | Libre | Libre |
| --------- | --- | --- | --- | ----- | ----- | ----- |
| Solo      | Natalia Ishchenko 97,2333 pts | Huang Xuechen 95,7000 pts | Ona Carbonell 94,9000 pts |       |       |       |
| Duo       | Russie Natalia Ishchenko Svetlana Romashina 98,2000 pts | Chine Huang Xuechen Sun Wenyan 95,9000 pts                                                                                                   | Ukraine Lolita Ananasova Anna Voloshyna 93,6000 pts |       |       |       |
| Équipe    | Russie Vlada Chigireva, Svetlana Kolesnichenko, Liliia Nizamova, Alexandra Patskevich, Ielena Prokofieva, Alla Shishkina, Maria Shurochkina, Anzhelika Timanina, Gelena Topilina et Darina Valitova 98,4667 pts   | Chine Gu Xiao, Guo Li, Huang Xuechen, Li Xiaolu, Liang Xinping, Sun Wenyan, Tang Mengni, Xiao Yanning, Yin Chengxin et Zeng Zhen 96,1333 pts | Japon Aika Hakoyama, Aiko Hayashi, Yukiko Inui, Kei Marumo, Risako Mitsui, Kanami Nakamaki, Mai Nakamura, Kano Omata, Asuka Tasaki et Kurumi Yoshida 93,9000 pts |       |       |       |
| Duo mixte | Russie Aleksandr Maltsev Darina Valitova 91,7333 pts | États-Unis Kristina Lum Bill May 91,4667 pts                                                                                                 | Italie Giorgio Minisini Mariangela Perrupato 89,3333 pts |       |       |       |
| Combiné   | Russie Vlada Chigireva, Mikhaela Kalancha, Svetlana Kolesnichenko, Liliia Nizamova, Alexandra Patskevich, Ielena Prokofieva, Alla Shishkina, Maria Shurochkina, Anzhelika Timanina et Gelena Topilina 98,3000 pts | Chine Gu Xiao, Guo Li, Li Xiaolu, Liang Xinping, Sun Wenyan, Sun Yijing, Tang Mengni, Xiao Yanning, Yin Chengxin et Zeng Zhen 96,2000 pts    | Japon Aika Hakoyama, Aiko Hayashi, Yukiko Inui, Kei Marumo, Risako Mitsui, Kanami Nakamaki, Mai Nakamura, Kano Omata, Asuka Tasaki et Kurumi Yoshida 93,8000 pts |       |       |       |
| Technique | | | |       |       |       |
| Solo      | Svetlana Romashina 95,2680 pts | Ona Carbonell 93,1284 pts | Sun Wenyan 91,5479 pts |       |       |       |
| Duo       | Russie Natalia Ishchenko Svetlana Romashina 95,4672 pts | Chine Huang Xuechen Sun Wenyan 93,3279 pts                                                                                                   | Japon Yukiko Inui Risako Mitsui 92,0079 pts |       |       |       |
| Équipe    | Russie Vlada Chigireva, Mikhaela Kalancha, Svetlana Kolesnichenko, Liliia Nizamova, Alexandra Patskevich, Ielena Prokofieva, Alla Shishkina, Maria Shurochkina, Anzhelika Timanina et Gelena Topilina 95,7457 pts | Chine Gu Xiao, Guo Li, Huang Xuechen, Li Xiaolu, Liang Xinping, Sun Wenyan, Tang Mengni, Xiao Yanning, Yin Chengxin et Zeng Zhen 94,4605 pts | Japon Aika Hakoyama, Aiko Hayashi, Yukiko Inui, Kei Marumo, Risako Mitsui, Kanami Nakamaki, Mai Nakamura, Kano Omata, Asuka Tasaki et Kurumi Yoshida 92,4133 pts |       |       |       |
| Duo mixte | États-Unis Bill May Christina Jones 88,5108 pts | Russie Aleksandr Maltsev Darina Valitova 88,2986 pts                                                                                         | Italie Giorgio Minisini Manila Flamini 86,3640 pts |       |       |       |

### Plongeon

#### Épreuves individuelles
| Épreuves | Or                        | Argent                   | Bronze                      |        |        |
| Hommes   | Hommes                    | Hommes                   | Hommes                      | Hommes | Hommes |
| -------- | ------------------------- | ------------------------ | --------------------------- | ------ | ------ |
| 1 m      | Xie Siyi 485,50 pts       | Illya Kvasha 449,05 pts  | Michael Hixon 428,30 pts    |        |        |
| 3 m      | He Chao 555,05 pts        | Ilia Zakharov 547,60 pts | Jack Laugher 528,90 pts     |        |        |
| 10 m     | Qiu Bo 587,00 pts         | David Boudia 560,20 pts  | Tom Daley 537,95 pts        |        |        |
| Femmes   |                           |                          |                             |        |        |
| 1 m      | Tania Cagnotto 310,85 pts | Shi Tingmao 309,20 pts   | He Zi 300,30 pts            |        |        |
| 3 m      | Shi Tingmao 383,55 pts    | He Zi 377,45 pts         | Tania Cagnotto 356,15 pts   |        |        |
| 10 m     | Kim Kuk-hyang 397,05 pts  | Ren Qian 388,20 pts      | Pandelela Rinong 385,05 pts |        |        |

#### Épreuves synchronisées
| Épreuves | Or                                                  | Argent                                                     | Bronze                                               |        |        |        |
| Hommes   | Hommes                                              | Hommes                                                     | Hommes                                               | Hommes | Hommes | Hommes |
| -------- | --------------------------------------------------- | ---------------------------------------------------------- | ---------------------------------------------------- | ------ | ------ | ------ |
| 3 m      | Chine Cao Yuan Qin Kai 471,45 pts                   | Russie Ievgueni Kouznetsov Ilia Zakharov 459,18 pts        | Royaume-Uni Chris Mears Jack Laugher 445,20 pts      |        |        |        |
| 10 m     | Chine Chen Aisen Lin Yue 495,72 pts                 | Mexique Iván García Germán Sánchez 448,89 pts              | Russie Roman Izmailov Viktor Minibaev 441,33 pts     |        |        |        |
| Femmes   |                                                     |                                                            |                                                      |        |        |        |
| 3 m      | Chine Wu Minxia Shi Tingmao 351,30 pts              | Canada Jennifer Abel Pamela Ware 319,47 pts                | Australie Samantha Mills Esther Qin 304,20 pts       |        |        |        |
| 10 m     | Chine Chen Ruolin Liu Huixia 359,52 pts             | Canada Meaghan Benfeito Roseline Filion 339,99 pts         | Corée du Nord Kim Un-hyang Song Nam-hyang 325,26 pts |        |        |        |
| Mixtes   |                                                     |                                                            |                                                      |        |        |        |
| 3 m      | Chine Wang Han Yang Hao 339,90 pts                  | Canada Jennifer Abel François Imbeau-Dulac 317,01 pts      | Italie Tania Cagnotto Maicol Verzotto 315,30 pts     |        |        |        |
| 10 m     | Chine Si Yajie Tai Xiaohu 350,88 pts                | Canada Meaghan Benfeito Vincent Riendeau 309,66 pts        | Australie Domonic Bedgood Melissa Wu 308,22 pts      |        |        |        |
| Équipe   | Royaume-Uni Tom Daley Rebecca Gallantree 434,65 pts | Ukraine Oleksandr Horshkovozov Yulia Prokopchuk 426,45 pts | Chine Chen Ruolin Xie Siyi 425,40 pts                |        |        |        |

### Plongeon de haut vol
| Épreuves      | Or                          | Argent                      | Bronze                      |
| ------------- | --------------------------- | --------------------------- | --------------------------- |
| Hommes (27 m) | Gary Hunt 629,30 pts        | Jonathan Paredes 596,45 pts | Artem Silchenko 593,95 pts  |
| Femmes (20 m) | Rachelle Simpson 258,70 pts | Cesilie Carlton 237,35 pts  | Yana Nestsiarava 233,10 pts |

### Water-polo
| Épreuves | Or | Argent | Bronze |
| -------- | --- | --- | --- |
| Hommes   | Serbie (Gojko Pijetlović, Dušan Mandić, Živko Gocić (C), Sava Ranđelović, Miloš Ćuk, Dusko Pijetlović, Slobodan Nikić, Milan Aleksić, Nikola Jaksic, Filip Filipović, Andrija Prlainovic, Stefan Mitrović et Branislav Mitrović)              | Croatie (Josip Pavic (C), Damir Buric, Antonio Petkovic, Luka Loncar, Maro Jokovic, Luka Bukic, Petar Muslim, Andro Buslje, Sandro Sukno, Fran Paskvalin, Andelo Setka, Paulo Obradovic et Marko Bijac)                                    | Grèce (Konstantinos Flegkas, Emmanouil Mylonakis, Georgios Dervisis, Konstantinos Genidounias, Ioannis Fountoulis, Kyriakos Pontikeas, Christos Afroudakis (C), Evangelos Delakas, Konstantinos Mourikis, Christódoulos Kolómvos, Alexandros Gounas, Angelos Vlachopoulos et Stefanos Galanopoulos) |
| Femmes   | États-Unis (Samantha Hill, Madeline Musselman, Melissa Seidemann, Rachel Fattal, Alys Williams, Maggie Steffens (C), Courtney Mathewson, Kiley Neushul, Ashley Grossman, Kaleigh Gilchrist, Makenzie Fischer, Kami Craig et Ashleigh Johnson) | Pays-Bas (Laura Aarts, Yasemin Smit (C), Dagmar Genee, Catharina van der Sloot, Amarens Genee, Nomi Stomphorst, Marloes Nijhuis, Vivian Sevenich, Maud Megens, Isabella van Toorn, Lieke Klaassen, Leonie van der Molen et Debby Willemsz) | Italie (Giulia Gorlero, Chiara Tabani, Arianna Garibotti, Elisa Queirolo, Federica Radicchi, Rosaria Aiello, Tania Di Mario (C), Roberta Bianconi, Giulia Emmolo, Francesca Pomeri, Laura Barzon, Teresa Frassinetti et Laura Teani)                                                                |

## Tableau des médailles
- Pays organisateur

| Rang  | Nation           | Or | Argent | Bronze | Total |
| ----- | ---------------- | -- | ------ | ------ | ----- |
| 1     | Chine            | 15 | 10     | 10     | 35    |
| 2     | États-Unis       | 13 | 14     | 6      | 33    |
| 3     | Russie           | 9  | 4      | 4      | 17    |
| 4     | Australie        | 7  | 3      | 8      | 18    |
| 5     | Royaume-Uni      | 7  | 1      | 6      | 14    |
| 6     | France           | 5  | 1      | 1      | 7     |
| 7     | Italie           | 3  | 3      | 8      | 14    |
| 8     | Hongrie          | 3  | 3      | 4      | 10    |
| 9     | Suède            | 3  | 2      | 1      | 6     |
| 10    | Japon            | 3  | 1      | 4      | 8     |
| 11    | Afrique du Sud   | 2  | 3      | 0      | 5     |
| 12    | Allemagne        | 2  | 1      | 4      | 7     |
| 13    | Brésil           | 1  | 4      | 2      | 7     |
| 14    | Corée du Nord    | 1  | 0      | 1      | 2     |
| 15    | Serbie           | 1  | 0      | 0      | 1     |
| 16    | Pays-Bas         | 0  | 8      | 0      | 8     |
| 17    | Canada           | 0  | 4      | 4      | 8     |
| 18    | Danemark         | 0  | 2      | 2      | 4     |
| 19    | Ukraine          | 0  | 2      | 1      | 3     |
| 20    | Mexique          | 0  | 2      | 0      | 2     |
| 20    | Nouvelle-Zélande | 0  | 2      | 0      | 2     |
| 22    | Grèce            | 0  | 1      | 2      | 3     |
| 22    | Espagne          | 0  | 1      | 2      | 3     |
| 22    | Pologne          | 0  | 1      | 2      | 3     |
| 25    | Jamaïque         | 0  | 1      | 1      | 2     |
| 26    | Croatie          | 0  | 1      | 0      | 1     |
| 26    | Lituanie         | 0  | 1      | 0      | 1     |
| 28    | Biélorussie      | 0  | 0      | 1      | 1     |
| 28    | Argentine        | 0  | 0      | 1      | 1     |
| 28    | Malaisie         | 0  | 0      | 1      | 1     |
| 28    | Singapour        | 0  | 0      | 1      | 1     |
| Total | Total            | 75 | 76     | 77     | 228   |